# Sikorsky SH-60 Seahawk

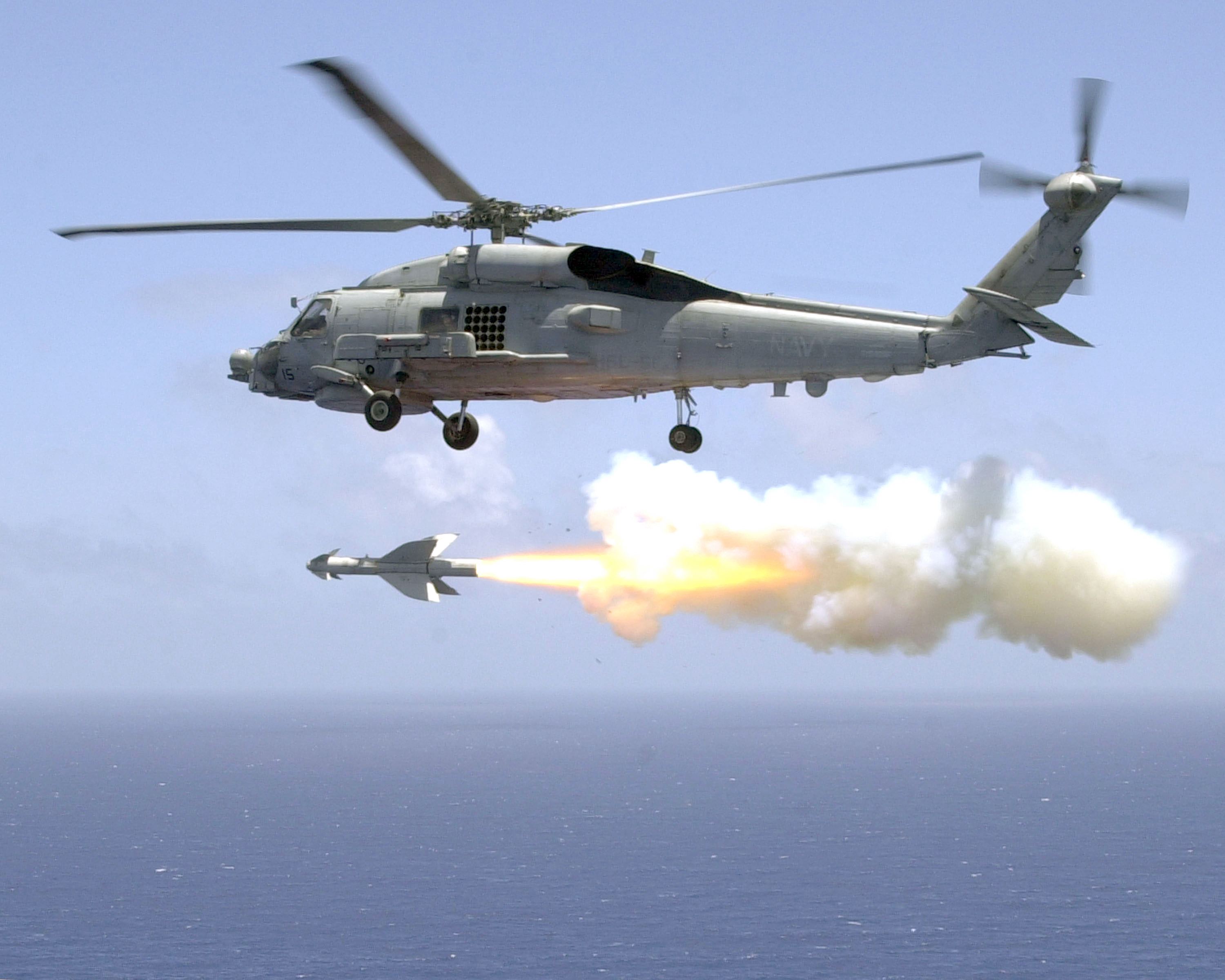
En SH-60B avfyrar en AGM-119 Penguin sjömålsrobot.

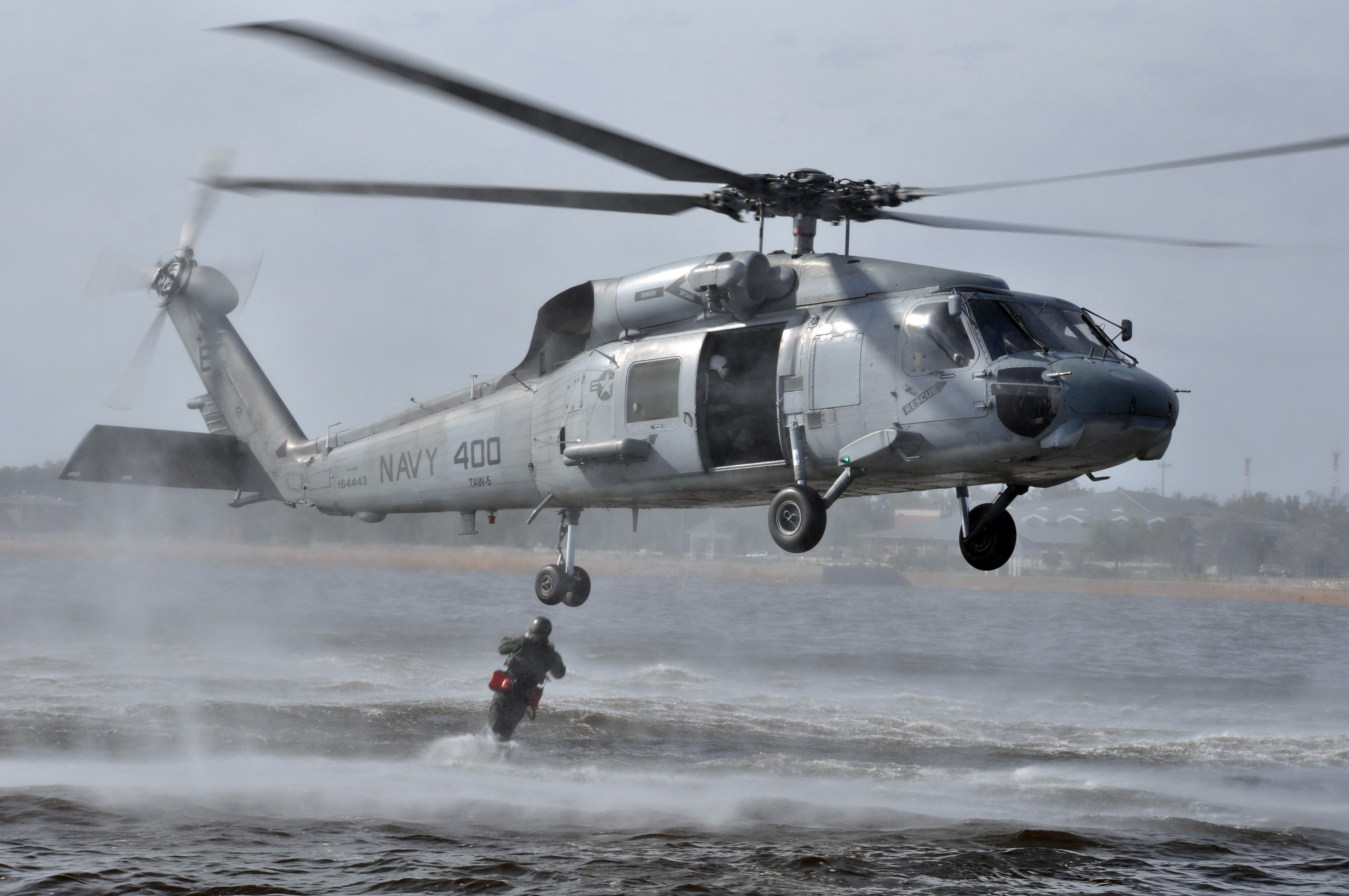
En SH-60F visar sina rena linjer utan radar, radarvarnare, datalänk och magnetometer.

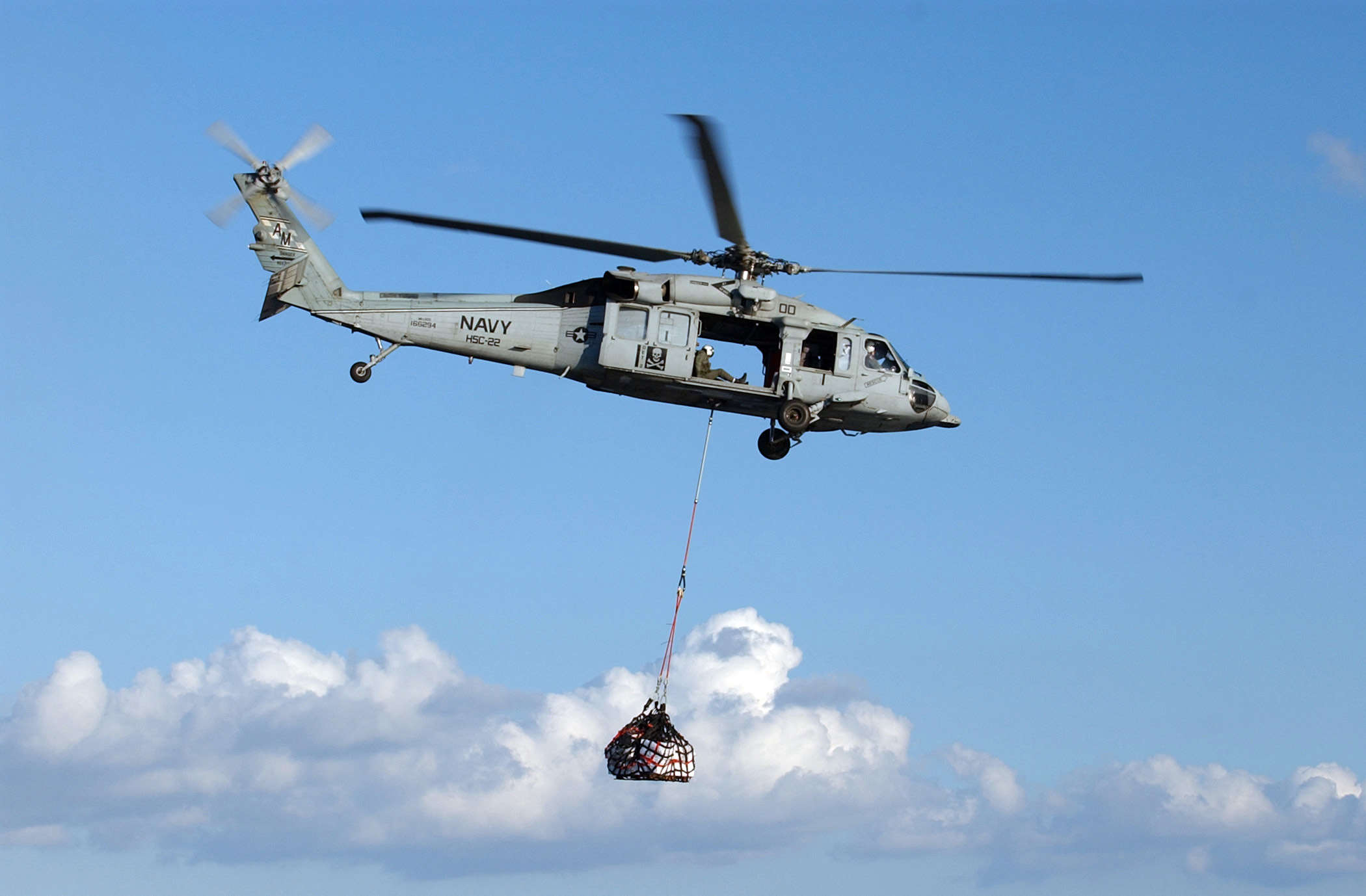
MH-60S används för att förse stridsfartyg med förnödenheter. Notera att det aktre landningsstället sitter längre bak än på andra modeller.

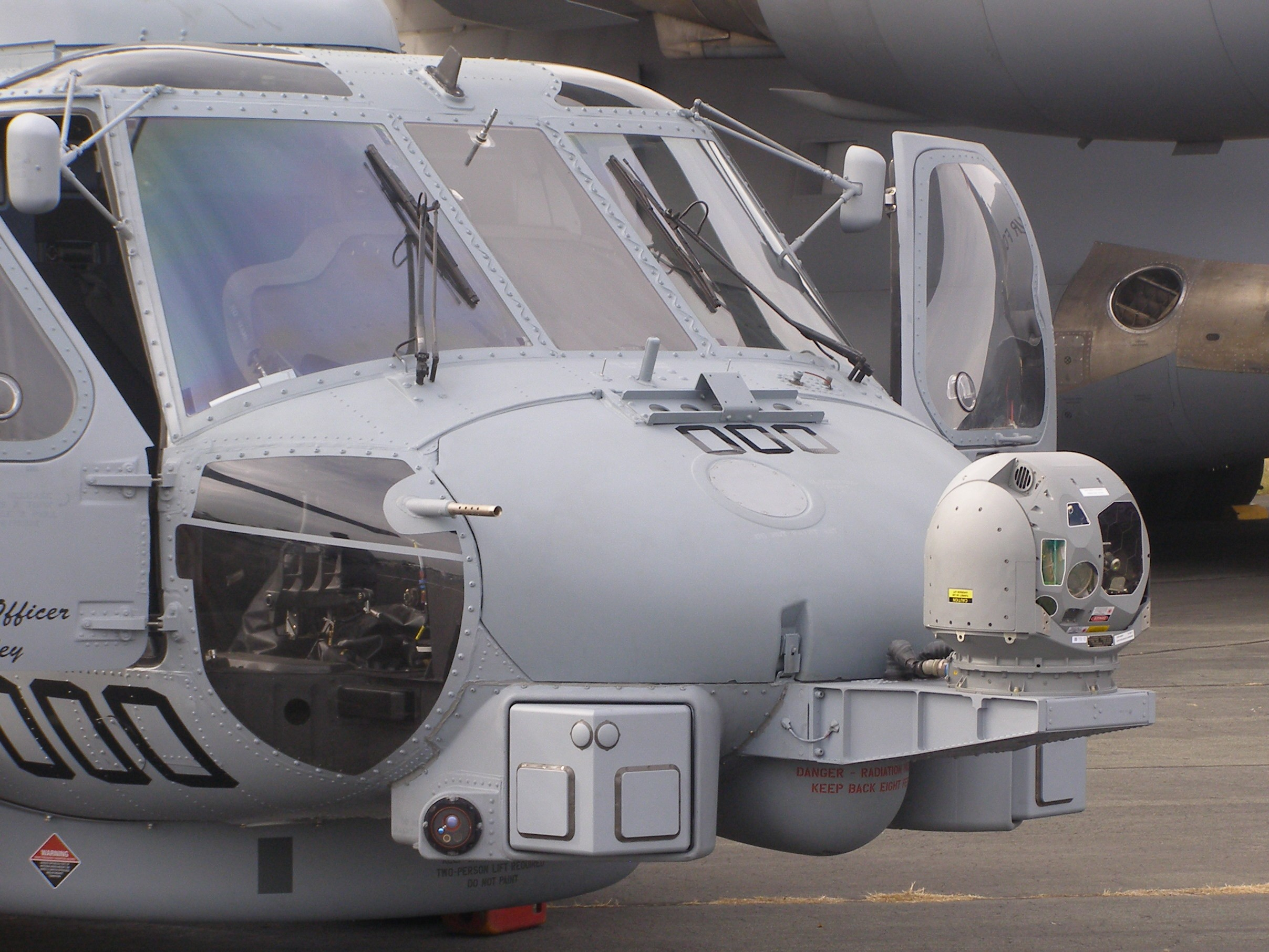
En detaljbild på sensorerna i nosen på en MH-60R. Längst till höger en FLIR, under den en datalänksändare och radarvarningsantenner på båda sidor om den. Underst skymtar den stora radarn AN/APS-124.

Sikorsky SH-60 Seahawk är en variant av Sikorsky S-70, designad av Sikorsky för att spåra och sänka fientliga ubåtar.

## Historia
1974 började USA:s flotta att leta efter en ersättare för Kaman SH-2 Seasprite att fylla fylla rollen som LAMPS-helikopter (Light Airborne Multi-Purpose System). Man följde med stort intresse USA:s armés UTTAS-program (Utility Tactical Transport Aircraft System). Flottan valde att kopiera upplägget i förhoppningen att en delvis gemensam helikopterplattform skulle minska kostnaderna. Sikorsky vann både arméns och flottans upphandling med sin modell S-70.
Den prototypen YSH-60B flög första gången 12 december 1979 och den första serieproducerade maskinen flög 11 februari 1983. Den togs officiellt i tjänst 1984. SH-60F började levereras i juni 1989. 

## Konstruktion
SH-60B har 83 % av sina delar gemensamma med UH-60A. Det som skiljer är främst landningsstället som har kraftigare stötdämpare och kortare hjulbas för att kunna landa säkert i grov sjögång och på små helikopterplattor. SH-60 är korrosionsbehandlad för att inte angripas av saltvatten och har kraftigare motorer för att bära upp all extra utrustning. Extrautrustningen består av den kraftfulla ytspaningsradarn AN/APS-124 som upptar nästan hela bredden under nosen, AN/ALQ-142 radarvarnare, AN/ARQ-44 datalänk och 25 avfyringstuber för totalt 125 sonarbojar. Avfyringstuberna syns bara på babords sida, men sträcker sig tvärs genom hela flygkroppen. På styrbords sida finns en räddningsvinsch framme vid kabindörren och längre bak ett fäste med kabeltrumma för en AN/ASQ-81 magnetometer. Magnetometern bogseras 20–50 meter bakom helikoptern för att inte störas av dess magnetfält.
Beväpningen består normalt av två ubåtsjakttorpeder, men helikoptern kan även bära sjunkbomber, sjömålsrobotar eller fälltankar. Sjömålsrobotar var ursprungligen två AGM-119 Penguin, men de håller på att fasas ut till förmån för AGM-114 Hellfire. Dessutom är helikoptrarna ofta utrustad med en medeltung eller tung kulspruta.

## Varianter
- SH-60B – Även kallad LAMPS III. Byggd för att ersätta Kaman SH-2 Seasprite som skeppshelikopter ombord på fregatter, jagare och kryssare. Huvuduppdragen är ubåtsjakt och ytmålsbekämpning. För detta är den utrustad med radar för att upptäcka ubåtars periskop eller ytfartyg, sonarbojar och magnetometer för ubåtsjakt och ESM-system för att upptäcka fientliga radarsignaler. Dessutom finns möjligheten att montera FLIR. Besättningen består av pilot, andrepilot/taktisk officer och ett underbefäl som fungerar som sensoroperatör.
  - SH-60J – SH-60B tillverkad på licens av Mitsubishi för Japans marina självförsvarsstyrkor.
  - SH-60K – SH-60J med 30 cm längre och 16 cm högre kabin, ny huvudrotor och ny elektronik.
- SH-60F – Ibland kallad Oceanhawk. Byggd för att ersätta Sikorsky SH-3 Sea King som primär helikopter för ubåtsjakt och räddningsuppdrag ombord på hangarfartyg men kan utföra alla uppdrag som SH-60B klarar av. Saknar radar men är utrustad med ett ESM-system. Istället för SH-60B som använder sonarbojar som primär ubåtsjaktsensor har versionen en Bendix AN/AQS-13F dopphydrofon, tillsammans med förmågan att fälla sonarbojar. Detta eftersom SH-60F förväntades operera tillsammans med andra SH-60F helikoptrar, medan SH-60B förväntades arbeta som ensam helikopter i samarbete med fartyg. Den kan även böra en magnetometer. Beväpningen består av ubåtsjakttorpeder samt en medeltung eller tung kulspruta och den kan även utrustas med Hellfire ytmålsrobotar. Besättningen består av pilot, andrepilot/taktisk officer och två underbefäl som fungerar som sensoroperatör, varav den ena också är en fullt kvalificerad ytbärgare.
- HH-60H – Ibland kallad Rescuehawk. Räddningshelikopter med transportkabin liknande den i Blackhawk. Förutom räddningsuppdrag används den även av specialförband. Saknar radar, sonarbojar och andra sensorsystem för ubåtsjakt och ytstrid, eftersom detta inte är en del av dess uppdrag. Då den förväntas genomföra räddningsuppdrag över fientlig mark är den utrustad med en extensiv motmedelssvit inkluderande robotvarningssystem, radar- och laservarare och fackel-/remsfällare och dessutom, mera ovanligt, infraröd störsändare. Beväpningen består framförallt av flera medeltunga eller tunga kulsprutor alternativt Minigun gatlingkulsprutor men den kan också bära Hellfire markmålsrobotar.
  - MH-60T Jayhawk – specialversion utvecklad för USA:s kustbevakning.
- MH-60R – En uppgraderad version tänkt att ersätta både SH-60B och SH-60F. Den har bland annat en modernare cockpit från MH-60S och samma FLIR som HH-60H.
- MH-60S – Även kallad Knighthawk eftersom den är byggd för att ersätta CH-46 Sea Knight. Den är egentligen närmare släkt med UH-60 Blackhawk eftersom den saknar marinhelikoptrarnas typiska korta hjulbas. Den är baserad på amfibiefartyg och trängfartyg och används för luftlandsättning respektive lasttransport.
- S-70B – Sikorskys egen beteckning på SH-60B. Beteckningen används också på exportversionerna till Australien, Grekland, Spanien, Thailand och Turkiet.
- S-70C – Sikorskys beteckning på SH-60F. Beteckningen används också på exportversionerna till Brunei och Taiwan.

## Användare
- Australiens flotta – 15 stycken S-70B i tjänst. Kommer att ersättas med 24 stycken MH-60R med början 2014.
- Brasiliens flotta – Fyra S-70B levererade och ytterligare två beställda.
- Søværnet – Nio styrken MH-60R levererade 2016-2018.
- Greklands flotta – Åtta stycken S-70B.
- Japans marina självförsvarsstyrkor – 102 stycken SH-60J och SH-60K.
- Spaniens flotta – Tolv stycken S-70B levererade 2009 och ytterligare sex är beställda.
- Republiken Singapores flotta – Sex stycken S-70B.
- Taiwans flotta – 19 stycken S-70C Thunderhawks levererade i november 2008.
- Thailands flotta – Sex stycken S-70B i tjänst och sex stycken MH-60S beställda.
- Turkiets flotta – 25 stycken S-70B.
- USA:s flotta – 129 stycken SH-60B, 60 stycken SH-60F, 52 stycken MH-60R och 154 stycken MH-60S.
- USA:s kustbevakning – 42 stycken MH-60 Jayhawk.

### Webbkällor
Den här artikeln är helt eller delvis baserad på material från engelskspråkiga Wikipedia, Sikorsky SH-60 Seahawk, tidigare version.
Den här artikeln är helt eller delvis baserad på material från engelskspråkiga Wikipedia, Mitsubishi H-60, tidigare version.